# Giuseppe Caiola
Giuseppe Caiola, (in latino: Joseph Cajola o Josephus Caiola) (San Fratello, 1633 – Palermo, 27 dicembre 1701), è stato un teologo e gesuita italiano.

## Biografia
Nacque a San Fratello nel 1633, e nel 1649 abbracciò al regola di San Ignazio di Loyola. 
Il Caiola fu rettore dei collegi dei Gesuiti di Siracusa, Catania e Messina. E infine il rettore provinciale e legato della Sicilia. 
Definito da Vito Maria Amico un «sommo oratore evangelico», pubblicò le sue orazioni quaresimali che «furono predicate per quattro lustri».

## Opere
- Quaresimale del P. Giuseppe Caiola della Compagnia di Gesù, nella stamperia di Vincenzo d'Amico, in Messina, 1693.